# Вахтове селище
Вахтове селище — польове поселення зі спеціально обладнаними під житло приміщеннями, де проживає вахтовий персонал в період перебування на об'єкті або території.
Вахтові селища розташовуються у житлових приміщеннях на території об'єкту несення вахтової служби чи поблизу, а за їх відсутності – у
спеціально побудованих приміщеннях, пересувних вагончиках або кунгах. На кожне вахтове селище складається проєкт, який включає в себе всю інфраструктуру, призначену для його функціонування, зокрема план селища з прив'язкою до місцевості, склад приміщень, електро-, водо- і
теплозабезпечення, схему під'їзних шляхів, обґрунтування засобів доставки персоналу, кошторис витрат на його будівництво і утримання. Крім того, у
проєкті відображаються питання організації харчування, відпочинку і дозвілля працівників, їх медичного, торговельно-побутового, культурного і
спортивного обслуговування. Вахтові селища розміщуються за умов дотримання санітарних норм і вимог пожежної безпеки та на мінімальній відстані від об'єкту несення вахтової служби. Обов'язковими вимогами при виборі місця для вахтового селища є скорочення часу переїзду працівників від місця проживання до місця безпосередньої праці. Проживання вахтового (змінного) персоналу у період міжвахтового відпочинку у вахтових селищах, як правило, забороняється.